# 폐암
폐암(肺癌, 영어: lung cancer, 의학: lungcarcinoma, 문화어: 폐종양)은 허파에 발생하는 암이다. 허파암이라고도 부른다. 폐암은 기도 내 세포에 DNA 손상이 생긴 경우 발생하며, 종종 흡연이나 해로운 화학 물질을 흡입한 경우 발생한다. 손상된 기도 세포는 조절 능력 없이 증식하여 종양으로 성장한다. 이 때 치료하지 않을 경우, 종양은 폐 전체로 퍼져 폐 기능을 손상시킨다. 결국 폐 종양은 전이되어 신체의 다른 부위로 퍼지게 된다. 
폐암 초기는 보통 증상이 없으며, 촬영을 통해서만 발견될 수 있다. 암이 진행되면서 대부분의 사람들은 기침, 호흡곤란 또는 흉통을 경험한다. 다른 증상들은 종양의 위치와 크기에 따라 달라진다. 일반적으로 폐암이 의심되는 환자들은 종양의 위치와 크기를 확인하기 위해 촬영을 받는다. 이후 병리학자가 의심 종양을 조직검사해 현미경으로 확진한 후 최종 진단된다. 병리학자는 또한 기원 세포 종류에 따라 종양을 분류할 수 있다. 폐암의 약 15%는 소세포폐암이며, 나머지 85%는 비소세포폐암으로 선암종, 편평세포암종, 대세포암종이 이에 포함된다. 진단 후, 암이 얼마나 퍼졌는지에 따라 암의 병기를 결정하기 위한 촬영과 조직검사가 추가된다. 
폐암 초기의 치료 방법으로 종양을 제거하는 수술적 방법이 포함되며, 이후 경우에 따라 남은 암세포를 죽이기 위해 방사선 치료와 항암 화학요법이 뒤따른다. 후기 단계의 암은 특정 암 아형을 표적하는 약물 치료와 함께 방사선요법, 항암화학요법으로 치료한다. 그러나 치료를 하더라도 진단 후 5년 생존율은 20%에 불과하다. 생존율은 초기에 진단된 경우, 낮은 연령에서 더 높으며, 남성에 비해 여성의 생존율이 더 높다.    
대부분의 폐암은 흡연으로 인해 발생한다. 그 이외 발생원인은 석면, 라돈가스 등의 유해 물질 노출, 유전적 돌연변이가 발생한 경우이다. 따라서 폐암 예방을 위해 사람들이 유해 화학물질에 대한 노출을 피하고 금연하도록 장려해야 한다. 금연은 폐암 발병 가능성을 낮추고, 폐암 진단을 받은 사람들의 치료 결과를 향상시킨다.     
폐암은 전세계적으로 가장 많이 진단되는 치명적인 암으로, 2020년에 220만 건이 발생되고 180만 명이 사망하였다. 40세 미만 연령에서 폐암이 발생하는 경우는 드물다. 폐암 진단을 받은 환자의 평균 연령은 70세이며, 폐암으로 사망한 환자의 평균 연령은 72세이다. 폐암 발생률과 예후는 담배 사용 패턴에 따라 전 세계적으로 다르게 나타난다. 담배의 출현 시기인 20세기 전에는 폐암은 드문 질환이었다. 1950년대와 1960년대에 폐암 발병과 흡연의 연관성을 입증하는 증거가 늘어나면서 대부분의 국가 보건 기관에서 담배 사용 금지를 선언했다.  

## 증상 및 징후
초기 폐암은 증상이 없는 경우가 많다. 증상 발생 시 기침, 호흡곤란, 흉통 등 비특이적 호흡기 증상이 나타나며, 사람마다 다르게 나타난다. 기침을 경험한 환자들은 이전에 없던 새로운 기침이 발생하거나 기존 기침의 빈도나 강도가 증가했다고 보고했다. 4명 중 1명은 기침 시 피가 나오거나, 적은 양부터 다량의 객혈이 나타났다. 폐암을 진단받은 사람의 절반 정도가 호흡곤란을 경험하며, 25~50%는 같은 위치에 둔하지만 지속적으로 발생하는 흉통을 경험한다. 호흡기 증상 외에도 식욕 저하, 체중 감소, 전신쇠약, 발열, 야간발한 등의 전신증상을 경험하기도 한다.
몇몇 증상은 흔하진 않지만 특정 위치에 종양이 있음을 시사한다. 흉부 내 종양이 기도를 막거나 가로막신경을 방해하여 호흡 문제를 일으킬 수 있으며, 식도를 압박한 경우 삼킴 곤란 증상을 일으킨다. 또한, 후두 신경을 방해한 경우 쉰목소리가 나오게 되며, 교감신경계를 교란시켜 호너 증후군을 유발하기도 한다. 호너증후군은 상구암종으로도 알려져 있다. 상구암종은 폐첨부에 종양이 위치한 폐암으로, 특히 종양이 흉곽 입구에 위치하여 견갑부 주위나 상완부의 통증을 유발한다. 쇄골 위의 림프절이 부어오르면 종양이 흉부 내로 퍼졌음을 의미할 수 있다. 종양이 심장으로 가는 혈류를 방해할 경우, 상체가 붓고 호흡 곤란 증상이 대표적인 상대정맥증후군을 유발할 수 있으며, 심장 주변부에 침윤할 경우 심장 주위에 체액이 쌓여 심장 박동이 불규칙해지는 부정맥과 심부전을 유발할 수 있다.
폐암을 진단받은 사람 3명 중 1명은 암 세포가 폐 이외 부위로 전이되어 증상을 겪는다.  폐암은 신체 모든 곳으로 전이가 가능하며, 전이 위치에 따라 증상이 다르게 나타난다. 뇌전이는 두통, 오심, 구토, 발작, 신경학적 결손을 유발할 수 있다. 뼈전이는 통증, 골절, 척수 압박을 일으킬 수 있으며, 골수로 전이될 경우 혈액 세포가 고갈되고 혈액 내 미성숙 세포가 존재하는 백적혈모구증을 유발할 수 있다. 간 전이는 간 비대, 오른쪽 상복부 통증, 발열, 체중 감소를 유발할 수 있다.
폐암은 종종 신체 변화를 유발하는 호르몬을 분비하여 신생물딸림증후군이라고 불리는 비정상적인 증상을 일으킨다. 부적절한 호르몬 방출은 혈중 미네랄 농도를 급격하게 변화시킬 수 있다. 가장 흔한 증상은 부갑상샘 호르몬 관련 단백질 또는 부갑상샘 호르몬을 과분비시켜 발생된 고칼슘혈증이다. 고칼슘혈증은 오심, 구토, 복통, 변비, 갈증, 잦은 배뇨, 의식 변화 등의 증상으로 나타날 수 있다. 또한, 폐암 환자는 부신피질자극호르몬이 비정상적으로 분비되어 저칼륨혈증을 경험하며, 심방 나트륨이뇨 펩티드의 과도한 생성으로 저나트륨혈증을 흔하게 경험한다. 폐암 환자 3명 중 1명이 곤봉형 손톱이 나타나며, 10명 중 1명이 비후성 폐 골관절병증(곤봉형 손톱, 관절통, 피부 비후화)을 겪는다. 또한 램버트-이튼 근무력증후군(근육 약화), 감각신경병증, 근육염, 뇌부종과 소뇌, 변연계 또는 뇌간의 자가면역 악화 증상을 포함한 신생물딸림증후군이 발생할 수 있다. 폐암 환자 12명 중 1명은 이동성 혈전 정맥염, 심장 내 혈전, 전신에 혈전이 생기는 파종성 혈관내 응고를 포함하여 신생물 주변부에 혈액 응고를 경험한다. 피부 및 신장 관련 신생물딸림증후군은 각각 폐암 환자의 최대 1%에서 발생할 정도로 드물게 발생한다.

## 진단

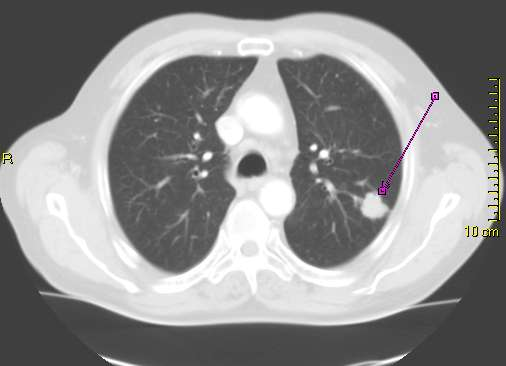
CT 스캔 결과 왼족 폐에서 암성 종양이 나타남

폐암이 의심되는 경우 종양의 여부, 정도, 위치를 평가하기 위해 영상 검사를 받게 된다. 먼저, 일차 의료 제공자는 폐 안에 종양 덩어리를 찾기 위해 흉부 X-RAY 검사를 실시한다. X-ray는 종양 덩어리를 뚜렷하게 보여주며, 종격동 확장(림프절로 퍼졌음을 암시), 무기폐(폐의 일부가 팽창된 상태를 유지하지 못하고, 부피가 줄어듬), 폐경화(폐포가 공기대신 누출액, 삼출액, 출혈, 세포, 단백물질 등으로 완전히 대체된 상태. 대부분 급성이며 폐부종, 폐렴 등이 대표적인 질환임), 흉막 삼출 등이 판독 가능하다. 그러나 몇몇 폐종양은 X-ray 검사로 판독이 불가하다. X-ray 검사 다음으로 많이 이용하는 검사는 컴퓨터단층촬영(CT) 검사로, 종양의 크기와 위치를 판독할 수 있다.
폐암은 의심 조직의 생검을 통해 조직학적으로 암세포인지 확인 후 최종적으로 진단한다. 조직검사는 폐암의 종양 위치를 고려하여 최소한의 침습적인 방법으로 실행된다. 최소 침습적 방법으로는 조직 채취가 가능한 굴곡기관지경술(때때로 기관지 의료 초음파 내시경 검사에 의해 유도됨), 가는 바늘 흡인 생검 또는 피부를 통한 기타 영상 유도하 조직검사가 있다. 일반적인 조직 검사절차를 받을 수 없는 환자는 검출 가능한 순환 종양 DNA를 포함하는 체액 샘플 등을 채취하여 액체 생검을 할 수 있다.

기관지경술(bronchoscopy)

영상 촬영은 암의 확산 정도 평가에도 사용된다. 양전자단층촬영술(PET) 스캔 또는 PET-CT 스캐닝은 종양의 전이 위치를 파악하기 위해 사용된다. PET 스캐닝은 뇌에서 민감도가 낮아, 미국 국립 종합 암센터 네트워크(NCCN)는 비소세포폐암(NSCLC) 과 큰 종양이 있는 환자, 또는 근처 림프절로 전이된 종양이 있는 환자의 뇌를 스캔할 때는 자기공명영상(MRI)을 권고하며, MRI 촬영이 불가 시 CT 촬영을 권고한다. 영상 판독 결과 종양이 퍼져나간 것으로 확인되면, 의심되는 전이 부위를 조직검사하여 암인지 확인한다. 폐암은 뇌, 뼈, 간, 부신으로 가장 흔하게 전이된다.
흉부 방사선 촬영 사진이나 CT 스캔에서 폐암은 종종 폐결절로 나타날 수 있다. 폐암 스크리닝 연구에서 폐암 검진을 받은 사람 중 약 30%가 폐결절을 가지고 있으며, 그 중 대부분은 양성으로 판명되었다. 또한, 폐암 외에도 과오종(정상 기능을 하는 세포가 비정상적으로 성장하는 양성 종양의 일종), 감염성 육아종(결핵, 히스토플라스마증 또는 콕시디오이데스 진균증으로 인해 발병 가능)을 비롯한 많은 다른 질환에서도 폐 결절 증상이 나타날 수 있다.

## 치료
I 또는 II기 이고 수술을 감당할 수 있는 비소세포폐암 환자에서의 최선의 치료는 수술적 절제이다. III기 비소세포폐암 환자의 치료는 결합된 치료를 요구한다. IV기 비소세포폐암 환자들은 표준적인 내과적 치료, 통증의 면밀한 조절, 방사선 치료와 항암화학요법의 적절한 사용이 치료의 기본을 이룬다. 소세포폐암은 배가기가 아주 짧고 성장분율이 높고 전이가 조기 에 일어나며 1차 항암화학요법과 방사선치료에 뚜렷한 반응을 보이는 매우 공격적인 암이다.

## 같이 보기
- 발암 물질